# Staat van Slovenen, Kroaten en Serven

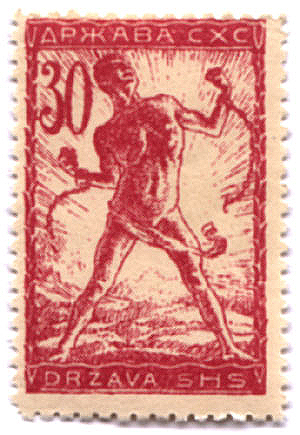
SHS-postzegel uit 1919

De Staat van Slovenen, Kroaten en Serviërs (Sloveens: Država Slovencev, Hrvatov in Srbov Kroatisch: Država Slovenaca, Hrvata i Srba, Servisch: Држава Словенаца, Хрвата и Срба; afgekort Država SHS of Држава СХС, Staat SHS) was een intermezzo in de nasleep van de ontmanteling van het Oostenrijks-Hongaarse Rijk. 
De internationaal niet-erkende Staat SHS omvatte nagenoeg alle gebieden in Oostenrijk-Hongarije die overwegend door Slovenen, Kroaten en Serviërs bewoond werden, grofweg de noordelijke helft van het latere Joegoslavië. De staat claimde onder andere het koninkrijk Kroatië en Slavonië, het Hertogdom Krain, het Koninkrijk Dalmatië, het condominium Bosnië en Herzegovina  en het  zuidoostelijke gedeelte van de Republiek Duits-Oostenrijk dat na de Eerste Wereldoorlog was ontstaan was.
Een deel van het gebied in het noordwesten werd in 1918 bij de Wapenstilstand van Villa Giusti aan Italië toegewezen.

## Ontstaan
De Staat SHS had een confederaal karakter en bestond uit verschillende nationale raden, waarvan de belangrijkste: Raad voor Slovenië en Istrië (16 augustus), Raad voor Kroatië en Slavonië, Raad voor Dalmatië en Raad voor Bosnië (24 september). Op 6 oktober 1918 werd de overkoepelende Nationale Raad met zetel in Zagreb gevestigd, die op 29 oktober 1918 de vereniging van alle Zuid-Slaven in de nieuwe Staat SHS besloot. President was de Sloveen Anton Korošec, als vicepresident fungeerde de uit Kroatië afkomstige Serviër Svetozar Pribićević.
Deze nieuwe staat was internationaal niet erkend, maar onderhield wel betrekkingen met meerdere landen (Oostenrijk, Hongarije, Tsjecho-Slowakije, Polen en Denemarken). Het voornaamste probleem voor de Staat SHS bestond uit het ontbreken van stabiele grenzen. De situatie rond de noordgrens met Oostenrijk was explosief, omdat zowel Stiermarken als Karinthië etnisch gemengde gebieden waren, waar een besluit moest vallen tot welk land deze gebieden zouden gaan horen. De westgrens vormde een nog groter probleem, omdat Italiaanse troepen na de Oostenrijks-Hongaarse wapenstilstand van 3 november 1918 het land waren binnen gemarcheerd en grote delen van Dalmatië, Slovenië en Istrië op grond van het Pact van Londen bezet hielden. Zo werd Triëst op 5 november, Gorizia op 6 november en vervolgens ook Rijeka op 12 november (door Gabriele d'Annunzio) ingenomen.

## Vereniging met hetKoninkrijk Servië
Om aan verdere escalatie te ontkomen werd vanaf het begin overlegd met Servië om tot een gezamenlijke staat te komen. Op 1 december 1918 werd tot het Koninkrijk van Serviërs, Kroaten en Slovenen besloten, waarbij autonomie van de verschillende volkeren gewaarborgd zou worden, hetgeen definitief een illusie bleek na het aannemen van de nieuwe grondwet op 28 juni 1921 (Vidovdan). De verschillende nationale Raden bleven formeel nog tot eind 1918 in werking, sommige structuren bleven dat nog tot 1921 (tot het inwerking treden van de grondwet).

## Terugblik
De staat van Slovenen, Kroaten en Serven heeft zich nooit stevig kunnen vestigen. Daarentegen hebben zijn uitgangspunten, die een grote autonomie voor de verschillende bevolkingsgroepen voorzagen en gedeeltelijk teruggrepen op discussies rond het trialisme in het oude Oostenrijk-Hongarije een langere levensduur gehad. 
Tijdens de Tweede Wereldoorlog speelde de in het Joegoslavische koninkrijk vrijwel onmiddellijk teloorgegane autonomie een rol in het programma van (een deel van) de partizanen (met name het Sloveens Bevrijdingsfront) en in de aanloop naar het uiteenvallen van Joegoslavië, zoals zich dit vanaf de jaren tachtig voltrok, speelden de ervaringen rond de Staat SHS een rol in de discussie over verschillende alternatieven (asymmetrische federatie, confederatie) voor de sinds eind jaren tachtig scheuren en barsten vertonende Joegoslavische federatie.